# Walter Burleigh
Walter Burleigh (latinul: Burlaeus, Burleus), (Burley in Wharfedale, 1274/1275 – ?, 1344/1345) középkori angol filozófus.
Egyes vélemények szerint 1301-ben Oxfordban tanított, ám ez nem bizonyított. Sok írott műve maradt az utókorra. Kommentárt írt Arisztotelész Fizika című művéhez. Ebben a Fizika VII. könyve kapcsán megjegyzi, hogy sohasem értette, hogyan lehet elégséges az itt található érvelés egy első mozdulatlan mozgató létezésének bizonyításához. Kommetálta az Organont és a Liber sex principiumot is. De vitis et moribus philosophorumát Diogenész Laertiosz ihlette. Logikai értekezéseket (De puritate artis logicae, Obligationes, Sophismata), és filozófiai értekezéseket (De materia et forma, De intensione et remissione formarum, De potentiis animae, De fluxu et refluxu maris Anglicani) is készített.